# Just Dance 4
Just Dance 4 — музыкальная видеоигра, разработанная Ubisoft в качестве четвёртого основного транша серии танцевальных игр Just Dance. Она была выпущена на Wii, Wii U, PlayStation 3 (для PlayStation Move) и Xbox 360 (для Kinect). Just Dance 4 была выпущена в октябре 2013 года для всех консолей.

## Игровой процесс
Игровой процесс очень похож на предыдущие игры Just Dance, то есть игроки будут оцениваться по их способностям повтора движений танцора на экране выбранной песни. Новые возможности Just Dance 4 включают в себя танцевальные бои, расширение к Just Sweat-режиму и «Puppet Master» эксклюзивный режим для Wii U-версии. Предыдущие дополнительные режимы были убраны. Игроки «Dance Quests» имеют шесть миссий для каждой песни которые могут быть завершены. Скачаные песни не имеют «Dance Quests». Игроки могут создать «Карту Танцора» которая будет отображать любимые песни, лучшие результаты, проблемы и многое другое. Персональные таблицы лидеров также доступны для Wii-версии.

## Список композиций
Игра содержит 50 танцевальных композиций.
| Песня                                          | Исполнитель                             | Сложность | Год  | Режим   | Танцоры |
| ---------------------------------------------- | --------------------------------------- | --------- | ---- | ------- | ------- |
| «(I've Had) The Time of My Life»               | Bill Medley and Jennifer Warnes         | Сложно    | 1987 | Дуэт    | ♀/♂     |
| «Ain't No Other Man»                           | Christina Aguilera                      | Средне    | 2006 | Соло    | ♀       |
| «Asereje (The Ketchup Song)»                   | Las Ketchup                             |           | 2002 | Дуэт    | ♀/♀     |
| «Beauty and a Beat»                            | Justin Bieber feat. Nicki Minaj         | Сложно    | 2012 | Соло    | ♂       |
| «Beware of the Boys (Mundian To Bach Ke)»      | Panjabi MC                              | Средне    | 1998 | Квартет | ♀/♀/♀/♀ |
| «Brand New Start»                              | Anja                                    | Средне    | 2012 | Соло    | ♀       |
| «Call Me Maybe»                                | Carly Rae Jepsen                        | Легко     | 2012 | Соло    | ♀       |
| «Can’t Take My Eyes Off You»                   | Boys Town Gang                          | Легко     | 1982 | Дуэт    | ♀/♀     |
| «Cercavo amore»                                | Emma Marrone                            | Сложно    | 2012 | Соло    | ♀       |
| «Crazy Little Thing»                           | Anja                                    | Сложно    | 2012 | Соло    | ♀       |
| «Crucified»                                    | Army of Lovers                          | Сложно    | 1991 | Квартет | ♀/♂/♀/♂ |
| «Diggin' in the Dirt»                          | Stefanie Heinzmann                      | Средне    | 2012 | Соло    | ♀       |
| «Disturbia»                                    | Rihanna                                 | Сложно    | 2008 | Соло    | ♀       |
| «Domino»                                       | Jessie J                                | Легко     | 2011 | Соло    | ♀       |
| «Everybody Needs Somebody to Love»*            | The Blues Brothers                      | Средне    | 1980 | Дуэт    | ♂/♂     |
| «Good Feeling»                                 | Flo Rida                                | Средне    | 2011 | Соло    | ♂       |
| «Good Girl»                                    | Carrie Underwood                        | Легко     | 2012 | Соло    | ♀       |
| «Hit 'Em Up Style (Oops!)»                     | Blu Cantrell                            | Легко     | 2001 | Соло    | ♀       |
| «Hot For Me»                                   | A.K.A                                   | Средне    | 2012 | Соло    | ♀       |
| «I Like It»                                    | The Blackout All-Stars                  | Сложно    | 1994 | Дуэт    | ♀/♂     |
| «Istanbul (Not Constantinople)»                | They Might Be Giants                    | Легко     | 1990 | Квартет | ♂/♀/♂/♂ |
| «Jailhouse Rock»                               | Elvis Presley                           | Легко     | 1957 | Квартет | ♂/♀/♂/♀ |
| «Livin' la Vida Loca»                          | Ricky Martin                            | Сложно    | 1999 | Соло    | ♂       |
| «Love You Like a Love Song»                    | Selena Gomez & the Scene                | Легко     | 2011 | Соло    | ♀       |
| «Maneater»                                     | Nelly Furtado                           | Средне    | 2006 | Соло    | ♀       |
| «Make the Party (Don’t Stop)»                  | Bunny Beatz                             | Сложно    | 2012 | Соло    | ♂       |
| «Mas Que Nada»                                 | Sérgio Mendes feat. The Black Eyed Peas | Легко     | 2006 | Соло    | ♀       |
| «Moves Like Jagger»                            | Maroon 5 feat. Christina Aguilera       | Средне    | 2011 | Соло    | ♂-♂-♂-♂ |
| «Mr. Saxobeat»                                 | Alexandra Stan                          | Легко     | 2011 | Соло    | ♀       |
| «Never Gonna Give You Up»                      | Rick Astley                             | Легко     | 1988 | Соло    | ♂       |
| «Oh No!»                                       | Marina and the Diamonds                 | Сложно    | 2010 | Соло    | ♀       |
| «On The Floor»                                 | Jennifer Lopez feat. Pitbull            | Легко     | 2011 | Соло    | ♀       |
| «Oops!… I Did It Again»                        | Britney Spears                          | Средне    | 2000 | Квартет | ♀/♀/♀/♀ |
| «Rock n' Roll (Will Take You to the Mountain)» | Skrillex                                | Средне    | 2010 | Соло    | ♂       |
| «Rock Lobster»                                 | The B-52's                              | Средне    | 1978 | Дуэт    | ♀/♂     |
| «Run The Show»                                 | Kat DeLuna feat. Busta Rhymes           | Сложно    | 2008 | Дуэт    | ♀/♀     |
| «So What»                                      | Pink                                    | Легко     | 2008 | Соло    | ♀       |
| «Some Catchin' Up to Do»                       | Sammy                                   | Легко     | 2012 | Соло    | ♀       |
| «Super Bass»                                   | Nicki Minaj                             | Сложно    | 2011 | Соло    | ♀-♀     |
| «Superstition»                                 | Stevie Wonder                           | Легко     | 1972 | Соло    | ♂       |
| «The Final Countdown»                          | Europe                                  | Сложно    | 1986 | Дуэт    | ♂/♂     |
| «Time Warp»                                    | Cast of The Rocky Horror Picture Show   | Сложно    | 1975 | Квартет | ♂/♀/♀/♂ |
| «Tribal Dance»                                 | 2 Unlimited                             | Сложно    | 1993 | Дуэт    | ♀/♂     |
| «Umbrella»                                     | Rihanna                                 | Легко     | 2007 | Соло    | ♀       |
| «Want U Back»                                  | Cher Lloyd feat. Astro                  | Легко     | 2012 | Соло    | ♀       |
| «We No Speak Americano»                        | Yolanda Be Cool and DCUP                | Средне    | 2010 | Соло    | ♂       |
| «What Makes You Beautiful»                     | One Direction                           | Легко     | 2011 | Квартет | ♂/♂/♂/♂ |
| «Wild Wild West»                               | Will Smith                              | Сложно    | 1999 | Квартет | ♀/♂/♀/♂ |
| «You Make Me Feel...»                          | Cobra Starship feat. Sabi               | Средне    | 2011 | Соло    | ♀       |
| «You're the First, the Last, My Everything»    | Barry White                             | Легко     | 1974 | Соло    | ♂/♂/♂/♂ |

## Альтернативные режимы
Кроме того некоторые треки имеют альтернативные версии, которые могут быть разблокированы в игре. Всего их есть 10.
| Песня                              | Исполнитель                   | Сложность    | Год  | Режим                      | Танцоры                  |
| ---------------------------------- | ----------------------------- | ------------ | ---- | -------------------------- | ------------------------ |
| «Call Me Maybe»                    | Carly Rae Jepsen              | Сложно       | 2012 | Альтернативная версия/Соло | ♀* (Call Me Maybe)       |
| «Can’t Take My Eyes Off You»       | Boys Town Gang                | Сложно       | 1982 | Альтернативная версия/Соло | ♂* (The Final Countdown) |
| «Everybody Needs Somebody to Love» | The Blues Brothers            | Легко        | 1980 | «Держи мою руку»           | ♂/♀/♂/♀/♂                |
| «Good Feeling»                     | Flo Rida                      | Очень Сложно | 2011 | Экстремальная версия/Соло  | ♂                        |
| «Jailhouse Rock»                   | Elvis Presley                 | Сложно       | 1957 | Линия танцев               | ♀/♂/♀                    |
| «Run The Show»                     | Kat DeLuna feat. Busta Rhymes | Очень Сложно | 2008 | Экстремальная версия/Соло  | ♀                        |
| «Tribal Dance»                     | 2 Unlimited                   | Легко        | 1993 | С катаной'/Соло'           | ♂* (Tribal Dance)        |
| «Umbrella»                         | Rihanna                       | Средне       | 2007 | С зонтом'/Соло'            | ♀* (Umbrella)            |
| «What Makes You Beautiful»         | One Direction                 | Очень Сложно | 2011 | Экстремальная версия/Соло  | ♀                        |
| «Wild Wild West»                   | Will Smith                    | Очень Сложно | 1999 | Экстремальная версия/Соло  | ♂                        |

«Держи мою руку» — доступно только на Wii, Wii U и PlayStation Move.
«Линия танцев» — доступна только на Wii U, Xbox 360 и PlayStation Move.

## Режим «Just Sweat»
Игра «Just Sweat» расширяется на предыдущих играх режимов позволяющих игроку создать персонализированные занятия. Особенности включают таймер чтобы определить продолжительность тренировок и счётчик калорий чтобы отслеживать сколько калорий вы сожгли. В зависимости от продолжительности повторяется такой список: (Разминка → Танец → Тренировки → Танец → Остыть). В игре есть 5 таких режимов:
| Тренировка             | Жанр                                         | +10 мин. уровень   | +25 мин. уровень   | +45 мин. уровень   | Танцор |
| ---------------------- | -------------------------------------------- | ------------------ | ------------------ | ------------------ | ------ |
| Aerobics in Space      | Dynamic Fitness Steps \ 80’s Pop Music       | Moon Cruise        | Solar Trip         | Galactic Journey   | ♀      |
| Sweat Around The World | Latin Dance Practice \ World Music           | Garden Steps       | Forest Dance       | Jungle Adventure   | ♀      |
| Electro Body Combat    | Cardio Fighting Exercise \ Electro Music     | Amateur Match      | Pro Competition    | World Championship | ♂      |
| Cheerleaders Boot Camp | Extreme Training \ Punk Rock Music           | Garage Rehearsal   | Club Concert       | Stadium Show       | ♀      |
| Swinging 60’s Workout  | Funny Health Conditioning \ Classy Pop Music | Breakfast Practice | Tea Party Training | Flower Power Party | ♂      |

* Примечание  '''Swinging 60’s Workout''' открывается во время игры.

## Режим битв
Игра включает в себя «Режим битв», в котором двое танцоров из разных песен будут танцевать друг против друга. Оба игрока будут иметь здоровье, которое пополняется между раундами и тот у кого в конце раунда будет больше- выигрывает. Если в любой момент раунда чей-то запас здоровья исчерпан, другой игрок автоматически выигрывает раунд.
Есть 5 раундов одной сложности.
Есть 5 боёв все из которых должны быть разблокированы. Золотые движения отсутствуют в режиме битв.
| Песни                                                                    | Исполнители                                          | Сложность | Годы                | Танцоры  |
| ------------------------------------------------------------------------ | ---------------------------------------------------- | --------- | ------------------- | -------- |
| «Moves like Jagger» VS. «Never Gonna Give You Up»                        | Maroon 5 feat. Christina Aguilera VS. Rick Astley    | Средне    | 2011 V.S. 1988      | ♂ V.S. ♂ |
| «Beauty and a Beat» VS. «Call Me Maybe»                                  | Justin Bieber feat. Nicki Minaj VS. Carly Rae Jepsen | Легко     | Обе песни 2012 года | ♂ V.S. ♀ |
| «Super Bass» VS. «Love You Like a Love Song»                             | Nicki Minaj VS. Selena Gomez & the Scene             | Сложно    | Обе песни 2011 года | ♀ V.S. ♀ |
| «Rock n' Roll (Will Take You to the Mountain)» VS. «Livin' la Vida Loca» | Skrillex VS. Ricky Martin                            | Легко     | 2010 V.S. 1999      | ♂ V.S. ♂ |
| «Tribal Dance» VS. «Rock Lobster»                                        | 2 Unlimited VS. The B-52's                           | Средне    | 1993 V.S. 1978      | ♀ V.S. ♂ |

## Отзывы
| Сводный рейтинг | Сводный рейтинг | Сводный рейтинг |
| Издание         | Оценка          | Оценка          |
| Издание         | Wii U           | Xbox 360        |
| --------------- | --------------- | --------------- |
| GameRankings    | 67,64 %         | 75,40 %         |